# Магнаурска школа
Магнаурската школа (също Магнаура или Магнавра, вероятно от латински: Magna aula – „Голяма зала“) е най-висшето и престижно училище във Византийската империя, основано през 425 г. Името си получава от двореца Магнаура, в който е настанена около 855 г.
В нея получават образованието си императорските деца и членовете на висшата византийска аристокрация, а в отделни случаи – и високопоставени чужденци, които се подготвяли за бъдеща държавна и църковна кариера в своите родни страни.

## История
Предполага се, че името произхожда от „голямата зала“ (magna aula), която, заедно с катедралата „Света София“ е била част от комплекса на императорския дворец и е имала пряко отношение към висшето образование.
Основана е през 425 г. от император Теодосий II с 31 катедри – по право, философия, медицина, аритметика, геометрия, астрономия, музика, риторика и други предмети, преподавани в 15 от тях на латински и в 16 на гръцки. Просъществува до 15 век, като периодично се трансформира в частна или подчинена на църквата образователна институция. Никога не придобива официален статут на университет от типа на появилите се през XI – XII век в Западна Европа висши училища. Унищожен е през 1453 г. след падането на Константинопол.

## Обучение
При обучението са се изучавали разни дисциплини в 2 степени: тривиум и квадривиум.
Преподавани са граматика, аритметика, геометрия, астрономия, музика, поезия, риторика, църковно и светско право, диалектика, както и двата раздела на тогавашната философия – в първоначалната степен т.нар. външна философия (обхващаща античната елинска и латинска философия и поезия) и в горната степен т.нар. вътрешна философия (изучаваща висшето богословие и по-специално догматиката). Неотменно е било знанието на високо ниво на гръцки, латински, еврейски и сирийски езици.
Образованието като цяло е било подчинено на утвърждаването на християнските ценности и усвояване на догматичните тънкости в религията. Познанието на същността на християнското обучение, но и на езическите антични философи, юдаизма, исляма, римското право, историята и въобще на достъпните тогава достижения на науката и културата, е било важно за правилното управление на държавата и църквата и се е считало за особено полезно в църковно-политическите борби, дипломатическата и мисионерска дейност.

## Преподаватели
- Лъв Математик – философия
- Патриарх Фотий – гръцка философия
- Константин-Кирил Философ – философия
- Теодор – геометрия

## Възпитаници
- членовете на императорските семейства
- цар Симеон Велики
- Константин-Кирил Философ
- Анастасий Библиотекар

## Памет
На Магнаурската школа е наречена улица в квартал „7-и – 11-и километър“ в София (Карта).